# عابرة (الجوادية)
عابرة قرية سورية تتبع ناحية الجوادية في منطقة المالكية التابعة لمحافظة الحسكة. بلغ عدد سكانها 1259 نسمة عام 2004.تقع على بعد 5 كم تقريبا إلى الشمال الغربي من مدينة الجوادية.